# Фильмография Рудольфа Валентино

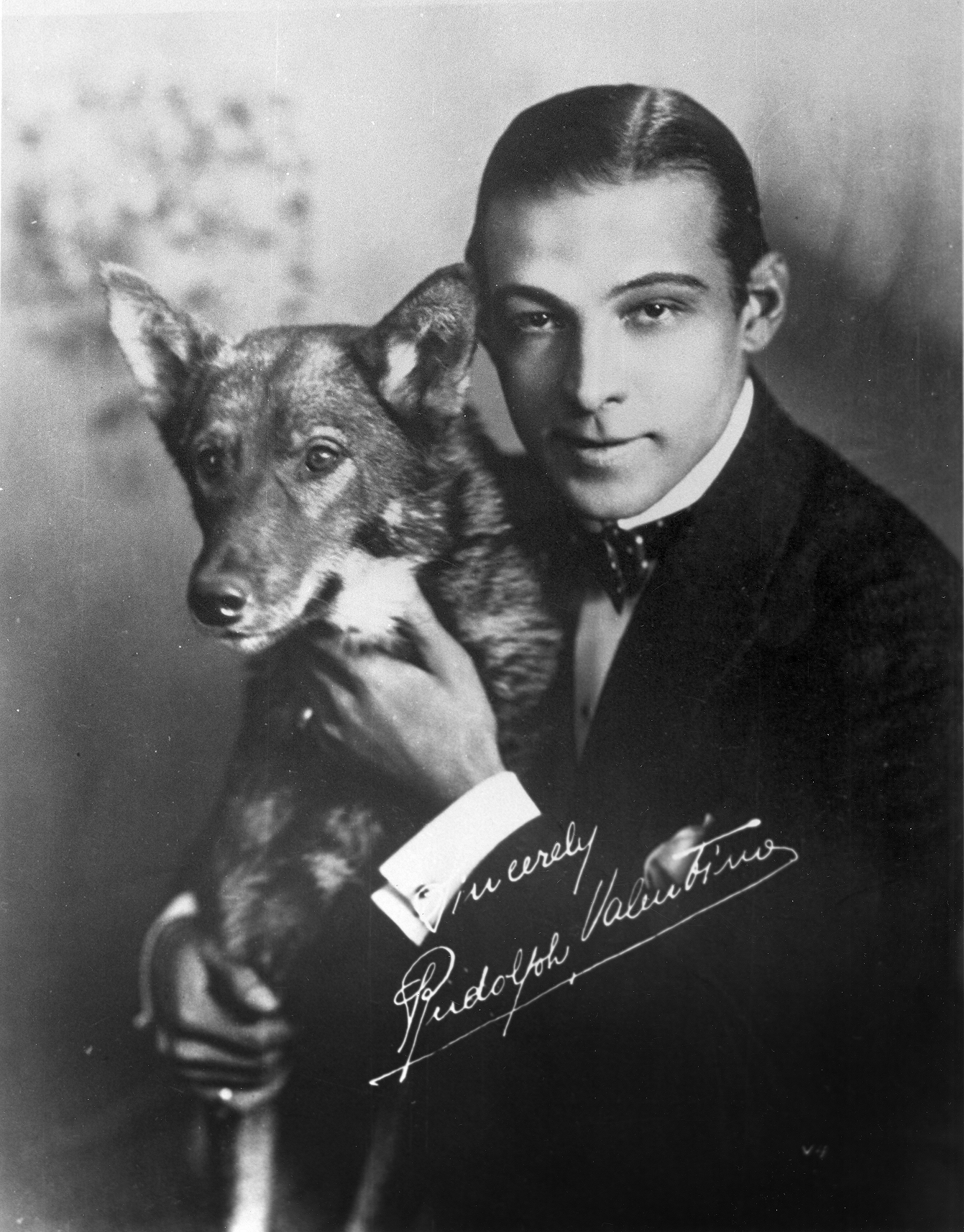
Рекламный фотоснимок Рудольфа Валентино и его собаки

Фильмография Рудольфа Валентино (1895—1926) включает в себя наиболее известные немые фильмы, в которых он участвовал на протяжении 12 лет своей актёрской карьеры (с 1914 по 1926 год). Валентино эмигрировал в Соединённые Штаты в 1913 году и некоторое время трудился на низкооплачиваемых работах, прежде чем стал статистом. Фильмы с его участием, снятые до 1921 года, имеют статус утерянных. В том же году он исполнил роль Хулио Деснойера в картине «Четыре всадника Апокалипсиса», что принесло ему огромный успех. По словам биографа Валентино, журналиста Ноэла Ботама, фильм был признан «шедевром, а Валентино — звездой»; кассовые сборы ленты в Северной Америке составили 4,5 миллиона долларов.
Валентино сыграл романтиков в четырнадцати фильмах. На показах картины «Шейх» (1921), зрительницы теряли сознание. Наташа Рамбова, вторая жена актёра, взяла под контроль его карьеру и образ, но тем не менее облик Валентино на экране выглядел «более женственным», чем предполагалось. Боевики, в которых он играл романтические роли, были более успешны в плане кассовых сборов; к их числу относятся две его последние работы, «Орёл» (1925) и «Сын шейха» (1926). В 1995 году картина «Четыре всадника Апокалипсиса» была включена в Национальный реестр фильмов для хранения в Библиотеке Конгресса как «культурно, исторически или эстетически значимого» фильма; в 2003 году был включён и «Сын шейха».
Валентино скоропостижно скончался от перитонита 23 августа 1926 года, в возрасте 31 года. Его смерть в зените славы и широкое освещение в СМИ превратили похороны актёра в национальное событие в сопровождении толп поклонников. По словам его биографа, Карла Ролласона, Валентино обладал «… подтянутым телом, атлетическим изяществом и мрачным обаянием, сделавшим из него героя боевиков и романтическую легенду — воплощение ловеласа немого кино».

## Кино
| Год  |   | Русское название             | Оригинальное название                     | Роль                                                                      |
| ---- | - | ---------------------------- | ----------------------------------------- | ------------------------------------------------------------------------- |
| 1914 | ф | Моя официальная жена         | англ. My Official Wife                    | массовка (в титрах не указан) / утер.фил.                                 |
| 1914 | ф | Битва полов                  | англ. The Battle of the Sexes             | танцевальная массовка / в титрах не указан                                |
| 1916 | ф | Поиски жизни                 | англ. The Quest of Life                   | массовка (в титрах не указан) / утер.фил.                                 |
| 1916 | ф | Глупая дева                  | англ. The Foolish Virgin                  | массовка (в титрах не указан) / утер.фил.                                 |
| 1916 | ф | Семнадцать                   | англ. Seventeen                           | массовка (в титрах не указан) / утер.фил.                                 |
| 1917 | ф | Алименты                     | англ. Alimony                             | танцор (в титрах не указан) / утер.фил.                                   |
| 1917 | ф | Патриа                       | англ. Patria                              | массовка                                                                  |
| 1918 | ф | Общественная сенсация        | англ. A Society Sensation                 | Дик Брэдли / (англ. Dick Bradley)                                         |
| 1918 | ф | Всю ночь напролёт            | англ. All Night                           | Ричард Тейер / (англ. Richard Thayer)                                     |
| 1918 | ф | Замужняя дева                | англ. The Married Virgin                  | Граф Роберто ди Сан-Франчини (англ. Count Roberto di San Fraccini)        |
| 1919 | ф | Прелестный чертёнок          | англ. The Delicious Little Devil          | Джимми Кэлхоун / (англ. Jimmy Calhoun)                                    |
| 1919 | ф | Большой маленький человек    | англ. The Big Little Person               | Артур Эндикотт (англ. Arthur Endicott) / утер.фил.                        |
| 1919 | ф | Роман негодяя                | англ. A Rogue’s Romance                   | танцор Апач (англ. Apache dancer) / утер.фил.                             |
| 1919 | ф | Взломщик                     | англ. The Homebreaker                     | танцевальная массовка / в титрах не указан                                |
| 1919 | ф | Виртуозный грешник           | англ. Virtuous Sinners                    | эпизодическая роль                                                        |
| 1919 | ф | Невезучий / Слабоумный       | англ. Out of Luck / Nobody Home           | Морис Реннард / (англ. Maurice Rennard)                                   |
| 1919 | ф | Очи юности                   | англ. Eyes of Youth                       | Кларенс Морган / (англ. Clarence Morgan)                                  |
| 1920 | ф | Драгоценные моменты          | англ. Stolen Moments                      | Жозе Далмарес / (англ. Jose Dalmarez)                                     |
| 1920 | ф | Остров любви                 | англ. The Isle of Love                    | Жак Рудани / (англ. Jacques Rudanyi)                                      |
| 1920 | ф | Обманщик                     | англ. The Cheater                         | массовка / утер.фил.                                                      |
| 1920 | ф | Площадка для игр страсти     | англ. Passion’s Playground                | Принц Анджело делла Роббиа (англ. Prince Angelo Della Robbia) / утер.фил. |
| 1920 | ф | Однажды для каждой женщины   | англ. Once to Every Woman                 | Джулиантимо (англ. Juliantimo) / утер.фил.                                |
| 1920 | ф | Счастливый случай            | англ. The Wonderful Chance                | Джо Клингсби / (англ. Joe Klingsby)                                       |
| 1921 | ф | Четыре всадника Апокалипсиса | англ. The Four Horsemen of the Apocalypse | Хулио Деснойер / (англ. Julio Desnoyers)                                  |
| 1921 | ф | Неисследованные моря         | англ. Uncharted Seas                      | Фрэнк Андервуд (англ. Frank Underwood) / утер.фил.                        |
| 1921 | ф | Шейх                         | англ. The Sheik                           | Шейх Ахмед Бен Хасан / (англ. Sheik Ahmed Ben Hassan)                     |
| 1921 | ф | Завоевательная держава       | англ. The Conquering Power                | Чарльз Гранде / (англ. Charles Grandet)                                   |
| 1921 | ф | Камилла                      | англ. Camille                             | Арман Дюваль / (англ. Armand Duval)                                       |
| 1922 | ф | Моран леди Летти             | англ. Moran of the Lady Letty             | Рамон Ларедо / (англ. Ramon Laredo)                                       |
| 1922 | ф | За скалами                   | англ. Beyond the Rocks                    | Лорд Бракондэйл / (англ. Lord Bracondale)                                 |
| 1922 | ф | Кровь и песок                | англ. Blood and Sand                      | Хуан Гальярдо / (англ. Juan Gallardo)                                     |
| 1922 | ф | Молодой раджа                | англ. The Young Rajah                     | Амос Джадд / (англ. Amos Judd)                                            |
| 1924 | ф | Месье Бокэр                  | англ. Monsieur Beaucaire                  | Дюк де Шартр / Бокэр / (англ. Duke de Chartres / Beaucaire)               |
| 1924 | ф | Святой дьявол                | англ. A Sainted Devil                     | Дон Алонсо Кастро (англ. Don Alonzo Castro) / утер.фил.                   |
| 1925 | ф | Кобра                        | англ. Cobra                               | Граф Родриго Торриани / (англ. Count Rodrigo Torriani)                    |
| 1925 | ф | Орёл                         | англ. The Eagle                           | Владимир Дубровский / (англ. Vladimir Dubrovsky)                          |
| 1926 | ф | Сын шейха                    | англ. The Son of the Sheik                | Ахмед / Сын шейха / (англ. Ahmed / The Sheik)                             |